# Коханивка
Коханивка (на украински: Коханівка) е село в Южна Украйна, Подилски район на Одеска област. Основано е в началото на ХІХ век. Населението му е около 616 души.